# Centre international pour la science et la technologie
 (novembre 2021).
Si vous disposez d'ouvrages ou d'articles de référence ou si vous connaissez des sites web de qualité traitant du thème abordé ici, merci de compléter l'article en donnant les références utiles à sa vérifiabilité et en les liant à la section « Notes et références ».
Pour les articles homonymes, voir ISTC (homonymie).

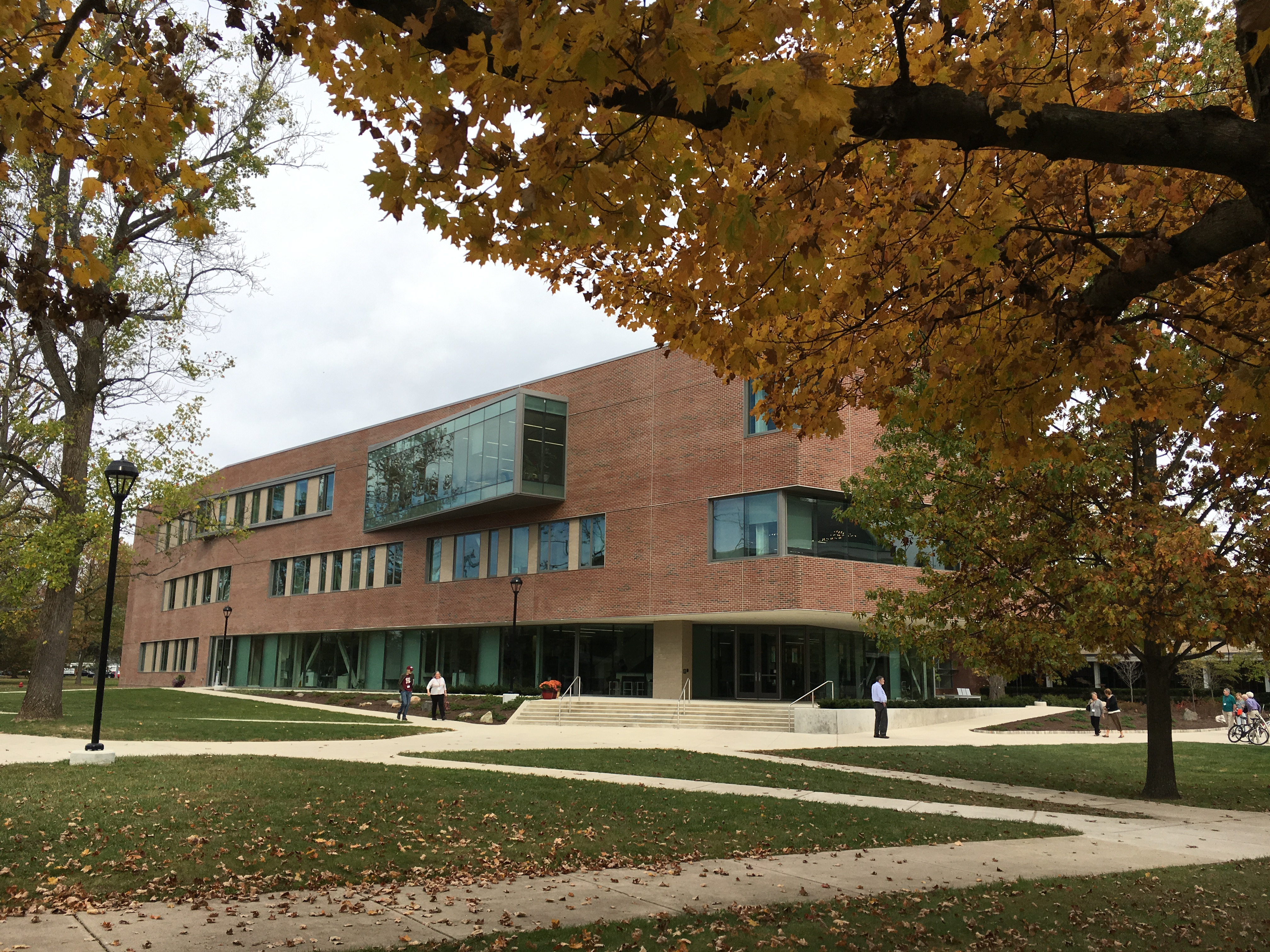
Centre pour la Science et la Technologie (Earlham College).

Le Centre international pour la science et la technologie - en anglais : International Science and Technology Center (ISTC) - est une organisation internationale basée à Astana et établie par un accord international en novembre 1992 afin de veiller à la non-prolifération des armes nucléaires, après la fin de l'Union Soviétique.